# Castropodame
Castropodame – gmina w Hiszpanii, w prowincji León, w Kastylii i León, o powierzchni 59,6 km². W 2011 roku gmina liczyła 1805 mieszkańców.